# Eirmocephala
Eirmocephala é um género botânico pertencente à família Asteraceae.
É composto por 3 espécies descritas e destas, apenas 2 aceites.

## Taxonomia
O género foi descrito por Harold E. Robinson e publicado em Proceedings of the Biological Society of Washington 100(4): 853–854. 1987. A espécie-tipo é Vernonia brachiata Benth. = Eirmocephala brachiata (Benth. ex Oerst.) H.Rob.

## Espécies
- Eirmocephala brachiata (Benth. ex Oerst.) H.Rob.
- Eirmocephala cainarachiensis (Hieron.) H.Rob.